# ルイ17世
ルイ17世（仏: Louis XVII, 1785年3月27日 - 1795年6月8日）は、フランス国王ルイ16世と王妃マリー・アントワネットの次男。兄の死により王太子（ドーファン）となった（1791年9月からはプランス・ロワイヤル）。8月10日事件以後、国王一家と共にタンプル塔に幽閉されていたが、父ルイ16世の処刑により、王党派は名目上のフランス国王（在位：1793年1月21日 – 1795年6月8日）に即位したものと看做した。名目上のナバラ国王でもあった（ナバラ国王としてはルイス6世）。しかし解放されることなく2年後に病死した。
洗礼名によりルイ＝シャルル（Louis-Charles de France）とも呼ばれる。

## 生涯

### 革命以前

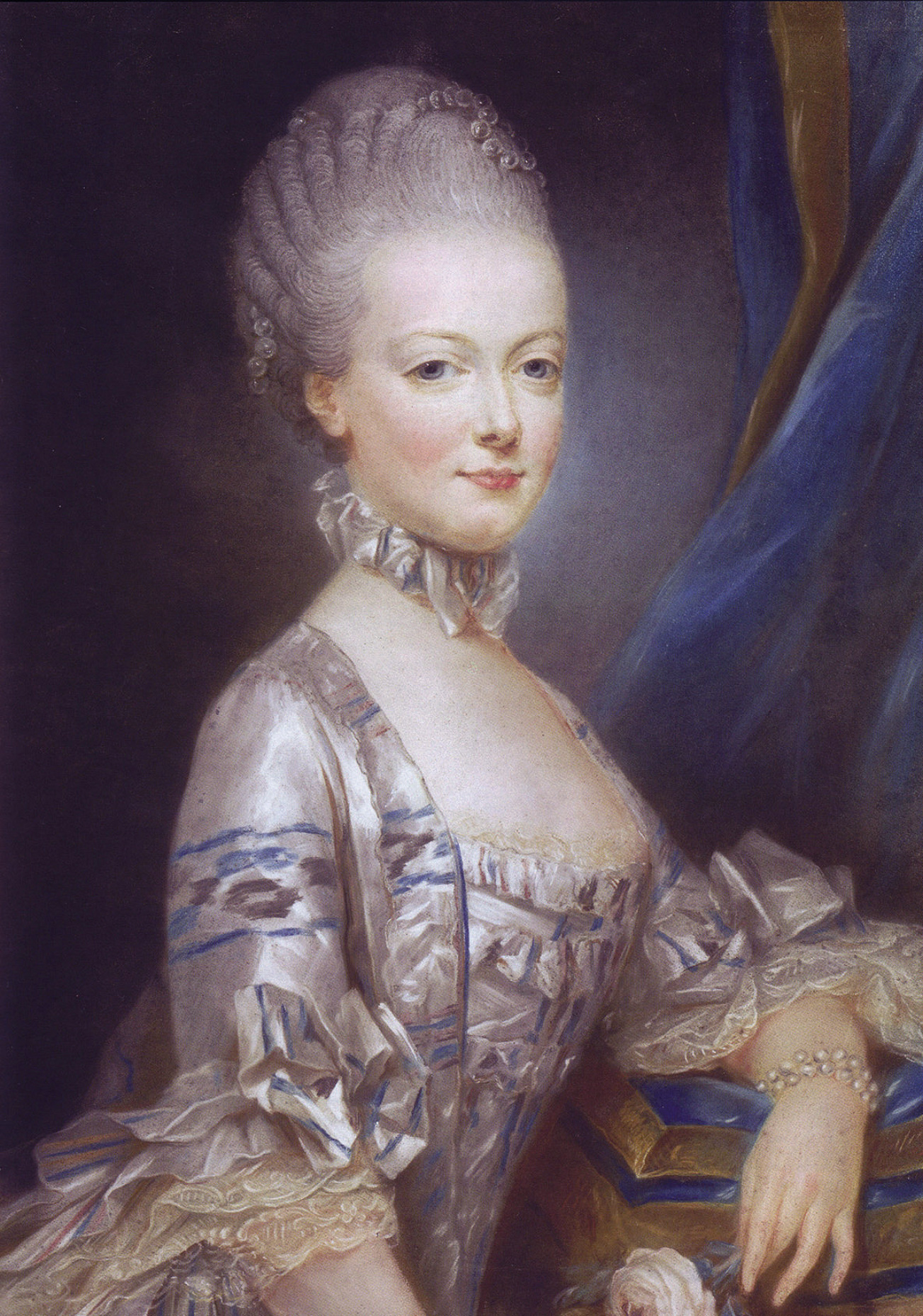
母・マリー・アントワネット

フランス国王ルイ16世と王妃マリー・アントワネットの次男として、1785年3月27日にヴェルサイユ宮殿で生まれた。出生と同日に洗礼式を受け、洗礼名のルイ＝シャルルを受けたほか、ノルマンディー公爵に叙された。1789年6月4日に兄ルイ＝ジョゼフの夭逝により王太子（ドーファン）となった。姉はのちに従兄のアングレーム公爵ルイ・アントワーヌ（後のシャルル10世の長男）の妃となり、ブルボン朝最後の王太子妃となるマリー・テレーズである。

### フランス革命の勃発からルイ16世の処刑まで

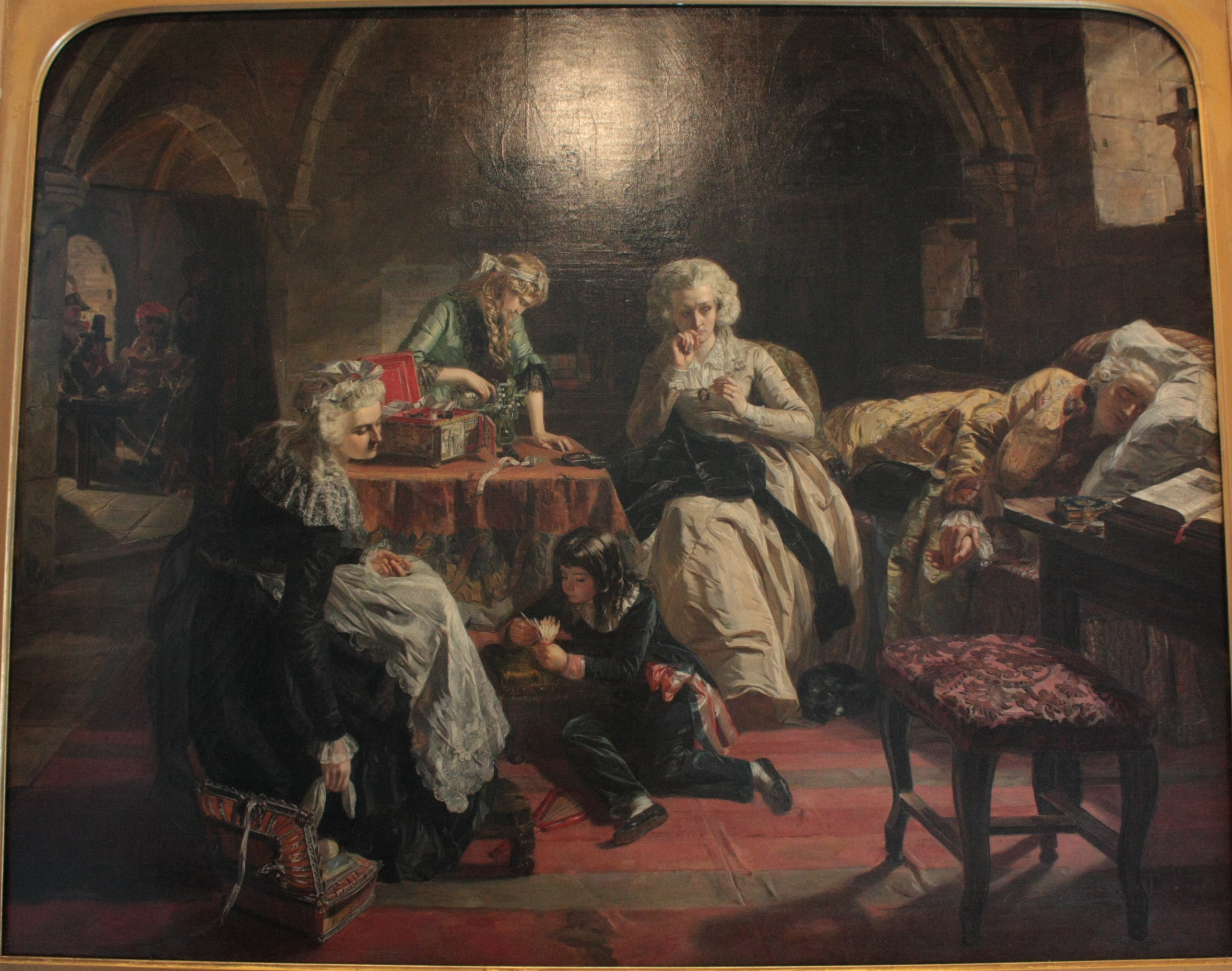
エドワード・マシュー・ウォード画、監禁生活を送る国王一家

1789年7月14日にフランス革命が勃発、10月5日にヴェルサイユ行進が起こると、国王一家はパリのテュイルリー宮殿へ移され軟禁状態となった。国王一家は1791年6月にヴァレンヌ事件を起こし、1792年の8月10日事件を経て8月13日にタンプル塔に幽閉された。このときルイ＝シャルルは6歳だった。
タンプル塔では最初は小塔に幽閉されたが、10月27日に大塔に移された。小塔ではマリー・アントワネット、マリー・テレーズ、エリザベート王女（ルイ16世の妹）と一緒だったが、大塔では3人と引き離され、代わりにルイ16世と一緒になった（ただし、毎日数時間は母たちと会えた）。ルイ16世の裁判が始まると、ルイ＝シャルルは再び母たちと一緒に過ごすようになった。国王一家はタンプル塔で愛犬ココと一緒に過ごしており、ココは後に生き延びたマリー・テレーズの亡命生活を供にし、1801年ワルシャワ滞在中に事故死した。
1793年1月21日にルイ16世が処刑されると、（王党派の立場においては）ルイ＝シャルルがルイ17世としてフランス国王になり、その1週間後には叔父のプロヴァンス伯爵（後のルイ18世）が自身を摂政であると宣言した。

### ルイ16世死後の監禁生活から死去まで
ルイ17世が名目上のフランス国王になると、タンプル塔から逃亡するための陰謀が多数計画された。ルイ17世の逃亡を計画した人物にはフランソワ・オーギュスト・レーニエ・ド・ジャルジェ、ジャン・ド・バ男爵、シャーロット・アトキンスが挙げられるが、ルイ17世が逃亡に成功することはなかった。
1793年7月3日午後9時、ルイ17世は母から引き離され、公安委員会が任命した保護者である靴屋アントワーヌ・シモンと妻マリー・ジャンヌの元で過ごすことになった。以降、ルイ17世の処遇について王党派はルイ17世がシモン夫婦から虐待を受けたと主張しているが、『ブリタニカ百科事典第11版』では証明されていないとし、またフランス復古王政期にタンプル塔の文書記録の大半が処分されたため、証明は実質的には不可能だとした。『ブリタニカ百科事典第11版』によれば、確かなのはルイ17世に食べ物が与えられたことと、シモン夫婦がルイ17世に過食を強いて、下品な言葉を教えたため保護者として不適切だったことだという。一方、パリ市通商取次人のルブーフがシモンの虐待を目撃したと主張し、自らの教師と判事という立場から非人道的な扱いを告発するが投獄され、後に命の危険を感じ、パリ・コミューンを退職しパリを去ったという出来事もあった。
10月6日、ジャン＝ニコラ・パシュ、アナクサゴラス・ショーメット、ジャック・ルネ・エベールなどがマリー・アントワネットのルイ17世に対する犯罪をでっち上げ、それを証言する文書をルイ17世に署名させた。翌日には姉マリー・テレーズに会い、これが2人の今生の別れとなった。

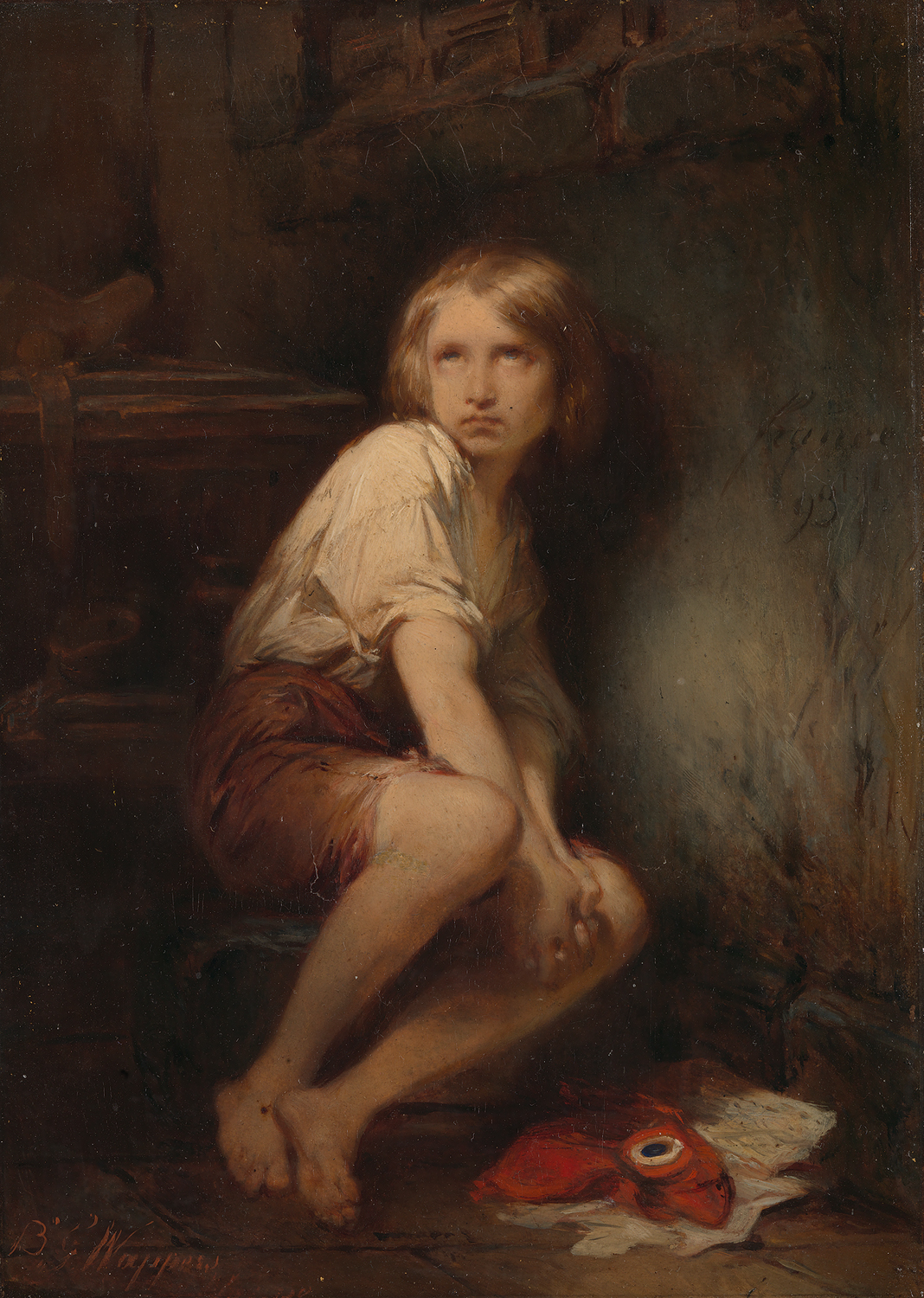
フスタフ・ワッペルス画、監禁されるドーファン

その後、マリー・ジャンヌが病気になり、シモン夫婦は1794年1月19日にタンプル塔を去った。以降約半年の間ルイ17世は隔離に近い形で監禁され、特定の保護者もなく、看守が毎日変わったという。テルミドール9日のクーデター（1794年7月27日）のあと、ポール・バラスがルイ17世を訪問したとき、ルイ17世は処遇について不平を言わなかったというが、『ブリタニカ百科事典第11版』では恐怖によりできなかったとしている。いずれにせよ、バラスはルイ17世が監護放棄の状態で放置されていたと記述し、ルイ17世の処遇は入浴の上で服を与えられ、居室が掃除されるなど改善に向かった。また新しい保護者として植民地出身のジャン・ジャック・クリストフ・ローラン（Jean Jacques Christophe Laurent、1770年 – 1807年）が任命され、11月8日にはローランの助手としてジャン・バティスト・ゴマン（Jean Jacques Gomin）が任命された。ほかにもタンプル塔の屋上で散歩することも許可されたが、ルイ17世は10月末より一言も発さなくなった。12月19日、公安委員会の代表ジャン＝バティスト・アルマン、ジャン＝バティスト・シャルル・マテュー、ジャック・レヴァションがルイ17世を訪問したが、ルイ17世はやはり何も話さなかった。
1795年3月31日、ローランの引退とともにエティエンヌ・ラーヌが保護者に任命されたが、ルイ17世は同年5月に重病に陥った。1794年10月にも一度ルイ17世を診察したピエール＝ジョゼフ・ドゥゾーが再び召喚され、ドゥゾーは「出くわした子供は頭がおかしく、死にかけている。最も救いがたい惨状と放棄の犠牲者で、最も残忍な仕打ちを受けたのだ。私には元に戻すことができない。なんたる犯罪だ！」と正直に意見を述べた。ドゥゾーが6月1日に急死すると、数日後に医師のフィリップ＝ジャン・ペルタンとジャン＝バティスト・デュマンジャンが召喚されたが、ルイ17世は6月8日に病死した。
『ブリタニカ百科事典第11版』は上記の説について、「シモン夫婦が急にタンプル塔を去った」「姉マリー・テレーズが比較的に良い待遇にあったのに対しルイ17世が虐待された」「バラスとは話したのに、ゴマンらには一言も話さなかった不自然さ」といった点が疑わしいとしている。

### 死後

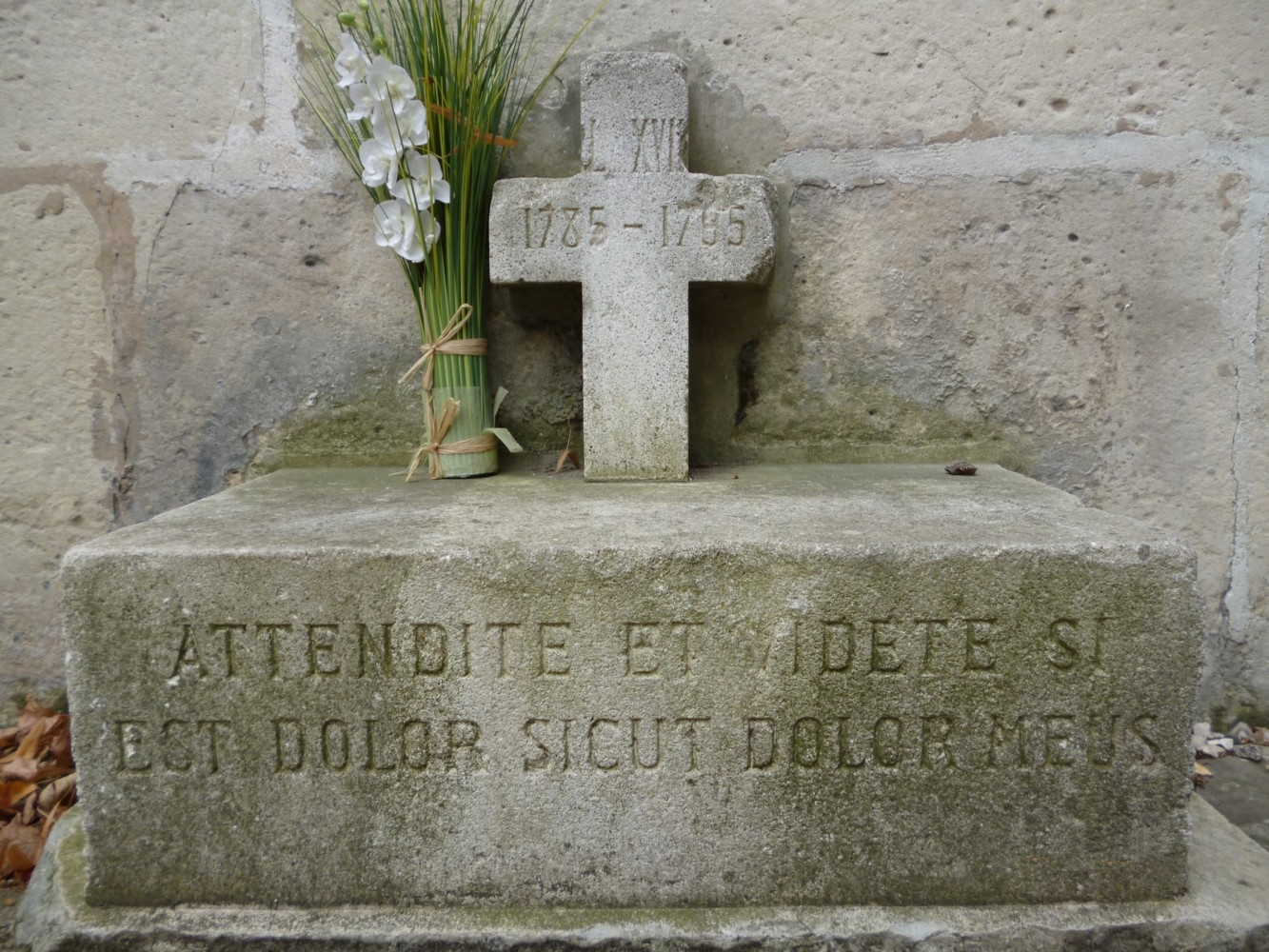
ルイ17世の墓。サント・マルグリット墓地（Le Cimetière Sainte-Marguerite）にて。

9日に検死が行われた。ペルタンの記録によると「胃は非常に膨らんでいた。右膝の内側に我々は腫瘍を発見した。そして左手首の近くの橈骨に小さな腫瘍があった。膝の腫瘍は2オンスの灰色がかった物質を含んでいたが、それは膿とリンパ液でいっぱいだった。手首の腫瘍にも同じような物質を含んだが、もっと濃い色をしていた」。開頭され、脳があらわになると、ジャンロワ教授は「この分野に就いて40年になるが、この年齢の子供で素晴らしく発達した脳を見たのは初めてだ。博識な男性を思わせるほど完成度が高く発達している」と述べた。胃の内部からは1パイント（約570mL）を超える非常に臭い液体が流れ出て、腸は膨れ上がり腹壁で癒着をしていた。内臓全体と両肺付近にさまざまな大きさの腫瘍がみつかり、彼らは死因を「腺病質の傾向がしばらくの間滞在していたため」結核が死因であるとした。10日、ルイ17世の遺体はサント・マルグリット墓地（Le Cimetière Sainte-Marguerite）に埋葬された。
死亡証明書には「故ルイ・シャルル・カペーの記録。牧月20日午後3時、10歳2ヶ月没、出生地ヴェルサイユ、住所パリ・タンプル塔、フランス人最後の国王ルイ・カペーとオーストリアのマリー・アントワネット・ジョゼフジャンヌの息子」と記載された。

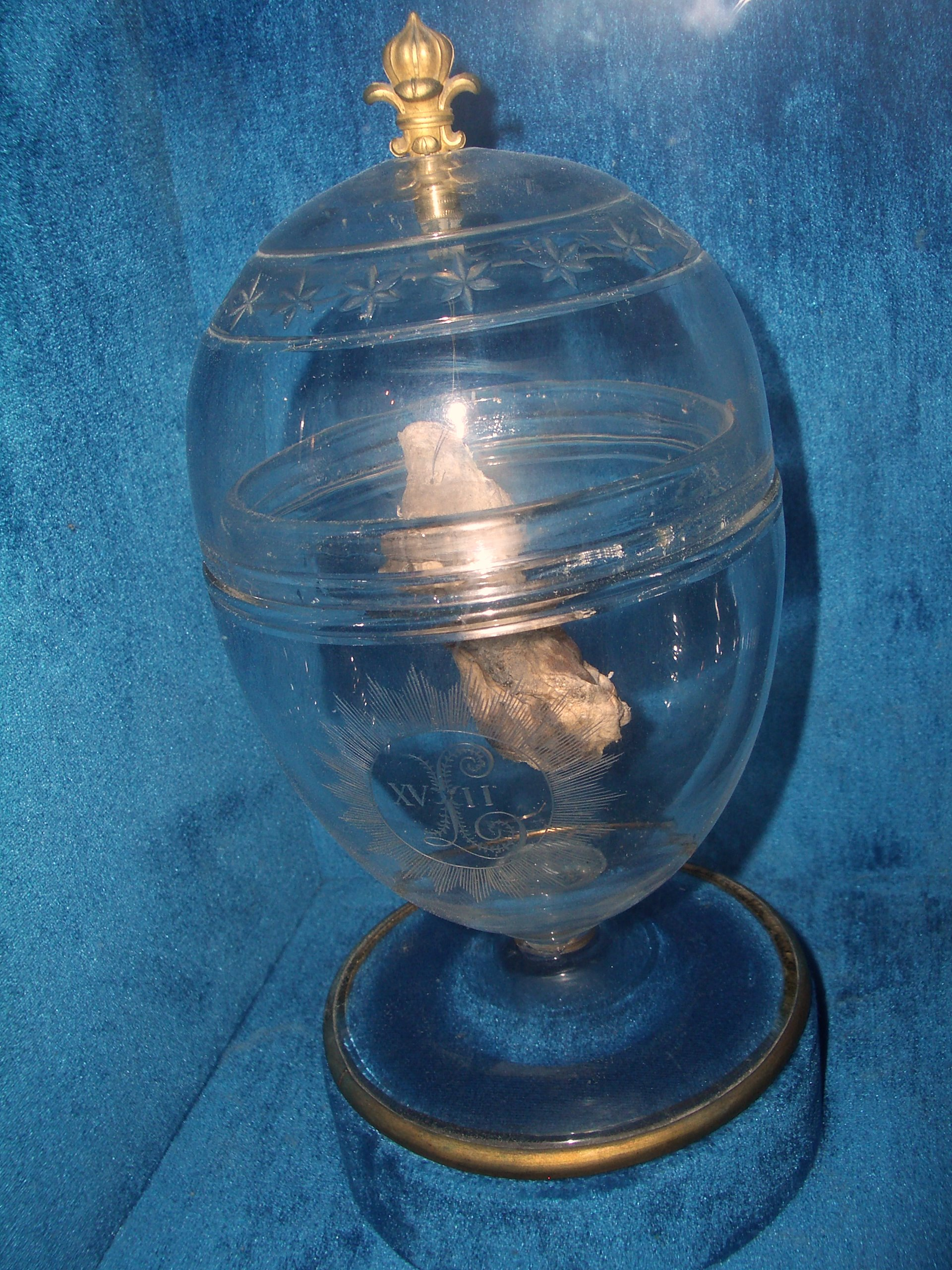
クリスタルの壺に入ったルイ17世の心臓

ペルタンは検死の際、ハンカチにルイ17世の心臓を包み、コートのポケットに入れて持ち出した。心臓はペルタンの自宅において、蒸留したワインのアルコールを塗られて書棚に隠されたが、数年の時を経てアルコールは蒸発し、心臓は石のごとく硬くなってしまった。

## 生存説とその否定
ルイ17世の死が発表されると、ルイ17世が逃亡したとする噂はすぐさまに流れた。しかしプロヴァンス伯爵（ルイ17世の死去に伴い、エミグレの間でルイ18世とされた）にとっても総裁政府にとってもルイ17世の死はむしろ都合がよく、両方とも噂を釈明しようとしなかった。のちにフランス復古王政期には40人に上る僭称者が現れ、中でもリッシュモン男爵とドイツに現れたカール・ヴィルヘルム・ナウンドルフはよく知られている。『ブリタニカ百科事典第11版』の評価するところによると、逃亡までの証言ではナウンドルフが一番信用できるが、タンプル塔から逃亡した後の経歴については僭称者の支持者のほとんどが無批判に受け入れ、結果的に証言全体の信用を失わせたという。1998年になってDNA鑑定が行われ、ナウンドルフがルイ17世だった可能性は極めて低いとされた。
2000年4月、マリー・アントワネットの遺髪と、ルイ17世のものと思われる心臓のDNA鑑定がなされた。しかし、心臓の損傷が激しいため、鑑定にはかなりの時間を要することとなった（マリー・アントワネットの兄弟姉妹やいとこ、現在のハプスブルク＝ロートリンゲン家の人物との比較でDNA鑑定は行われた）。その結果は「心臓はルイ17世のものに間違いない」というもので、2004年6月にようやくルイ17世のものと判定され、フランス王家の墓地があるサン＝ドニ大聖堂に心臓が埋葬された。